# Radoald de Benevento
Radoald (sau Raduald) (d. 651) a fost duce longobard de Benevento de la 646 până la moarte.
Fratele său mai mare, ducele Aiulf I de Benevento era instabil mental, drept pentru care Radoald și un al treilea frate, Grimoald au fost numiți regenți. Radoald și Grimoald erau fiii naturali ai ducelui Gisulf al II-lea de Friuli, fiind ulterior adoptați de către ducele Arechis I de Benevento, al cărui fiu natural era Aiulf.
În anul 646, jefuitori slavi au debarcat în apropiere de Siponto, pe malul Adriaticii. Aiulf conducea personal trupele beneventine împotriva agresorilor, însă calul său a alunecat într-o groapă săpată de către slavi în apropierea taberei sale, drept pentru care a fost înconjurat de către dușmani și ucis. În acest fel, Radoald a succedat pe tronul ducal de Benevento, având și sprijinul regelui longobard Rothari. Cunoscător al limbii slave, Radoald a reușit să negocieze cu slavii și să îi convingă să se retragă. Succesor al ducatului a fost fratele său, Grimoald I. 